# La Vie (film)
Pour les articles homonymes, voir Vie (homonymie).
Pour plus de détails, voir Fiche technique et Distribution.
La Vie est un film dramatique chinois réalisé par Wu Tianming, sorti en 1984
Le film est une adaptation du roman éponyme de Lu Yao.

## Synopsis
Dans le nord de la Chine, près du Fleuve Jaune, un jeune homme Gao Jialin, perd son poste d'enseignant à la suite d'une intrigue. Bien qu'il soit qualifié pour enseigner, il est affecté à la campagne et il voit une autre personne, moins qualifiée mais disposant d'importantes relations, prendre sa place. Profondément  dégoûté, il accepte mal son nouvel emploi. 
Une jeune femme, Qiaozhen, paysanne illettrée, s'éprend de lui. Il s'attache à elle et envisage le mariage mais, à ce moment-là, on lui propose un poste en ville, comme journaliste.
Ce poste lui convient parfaitement, il rencontre une femme cultivée, Huang Yaping et il se détache de Qiaozhen avant de finalement rompre avec celle-ci. Abattue et rejetée à cause de son manque d'éducation, Qiaozhen accepte finalement de se marier avec un paysan.
Pour Jialin, rien ne se passe comme prévu. Il perd son poste et, il se rend compte qu'il aime Qiaozhen quand on lui apprend qu'elle vient de se marier. Il rompt aussi avec Huang Yaping.
Sans argent et seul,  il est contraint de rentrer dans le village où vit Qiaozhen.

## Distribution
- Lijing Zhou, Gao Jia-lin
- Yufang Wu, Liu Qiao-zhen
- Baocheng Gao, le grand-père De-shun
- Bai Xue (actrice), Qiao Ling